# FKプロレテル・ドヴォロヴィ
FKプロレテル・ドヴォロヴィ（FK Proleter Dvorovi）は、ボスニア・ヘルツェゴビナのスルプスカ共和国ビイェリナ・ドヴォロヴィをホームタウンとするサッカークラブである。

## 歴史
1929年にドヴォロヴィで創設され、1946年にプロレテル (Proleter) に改称された。
2018-19シーズンはドルガ・リーガRS・東地域に参加、スロガ・ユナイテド・ビイェリナがシーズン前半に大会から除外されたため、15チームで争われ、15チーム中9位の成績を残した。